# دوبرینگه
دوبرینگه (به صربی: Dobrinje) یک منطقهٔ مسکونی در صربستان است که در توتین، صربستان واقع شده‌است. دوبرینگه ۱۰۱ نفر جمعیت دارد.